# Варнаков, Александр Владимирович
Алекса́ндр Влади́мирович Варнако́в (род. 28 апреля 1992, Саратов, Россия) — российский профессиональный баскетболист, играющий на позиции разыгрывающего защитника.

## Карьера
В возрасте 5 лет Варнаков занимался ушу, а с 6 лет начал заниматься баскетболом в саратовской ДЮСШ № 7. Его первым тренером стала Любовь Борисовна Полякова. В 12 лет Александр переехал в Москву в интернат при ЦСКА и играл в юношеских командах этого клуба.
Сезон 2008/2009 Варнаков провёл в Суперлиге Б в составе «Нижнего Новгорода». Затем перешёл в «Триумф». Однако, не имея на площадке много игрового времени в составе подмосковного клуба, Александр принял приглашение играть за «Рускон-Мордовию».
В сезоне 2016/2017 Варнаков выступал за «Иркут» и был капитаном команды. В его составе Александр стал серебряным призёром Суперлиги-1, а также вошёл в символическую пятёрку турнира как «Лучший разыгрывающий защитник».
Летом 2017 года Варнаков продолжил карьеру в «Темп-СУМЗ-УГМК» и был выбран капитаном. В составе ревдинской команды Александр стал бронзовым призёром Суперлиги-1.
В июне 2018 года Варнаков стал игроком петербургского «Спартака». В составе команды Александр во второй раз стал серебряным призёром Суперлиги-1 и вновь вошёл в символическую пятёрку турнира как «Лучший разыгрывающий защитник».
В ноябре 2019 года Варнаков перешёл в «Восток-65», с которым стал бронзовым призёром Кубка России. В марте 2020 года Варнаков не прибыл в расположение сахалинского клуба после выездной игры в Санкт-Петербурге, сославшись на семейные обстоятельства. Переговоры с руководством «Востока-65» завершились расторжением контракта по обоюдному согласию.
В июне 2020 года Варнаков продолжил карьеру в «Куполе-Родники».
В июне 2021 года Варнаков вернулся в «Самару».
Летом 2022 года Варнаков перешёл в «Химки». В составе команды Александр стал бронзовым призером Суперлиги.
- В составе БК Купол-Родники
- В составе «Самары»
- В атаке в составе БК Химки

## Сборная России
С 2008 года Варнаков выступал за кадетские и юниорские сборные России. В 2010 году Александр стал серебряным призёром чемпионата Европы (до 18 лет), а в 2011 году — бронзовым призёром чемпионата мира (до 19 лет), проводя на площадке в среднем 16 минут, набирая 8,3 очка, 2,8 передач и 2 подбора за игру.
В июне 2017 года Варнаков был включён в состав сборной России, составленный по итогам завершившегося «Открытого лагеря РФБ», и принял участие в баскетбольном турнире Спортивных игр БРИКС. Одержав победы над всеми тремя соперниками (ЮАР, Индия и Китай) сборная России стала победителем турнира.

## Личная жизнь
Отец Александра — Владимир Варнаков, был игроком марксовского «Дизелиста», потом стал тренером.
В родном городе Варнаков закончил Саратовскую государственную юридическую академию по специальности «Следствие и криминалистика».

## Достижения

### Клубные
- Серебряный призёр Суперлиги (3): 2016/2017, 2018/2019, 2023/2024
- Бронзовый призёр Суперлиги (3): 2017/2018, 2022/2023, 2024/2025
- Бронзовый призёр Кубка России: 2019/2020

### Сборная России
- Чемпион Игр стран БРИКС: 2017
- Бронзовый призёр чемпионата мира (до 19 лет): 2011
- Серебряный призёр чемпионата Европы (до 18 лет): 2010